# Österlandet (nära Österskärs fjärden, Korpo)
För andra betydelser, se Österlandet (olika betydelser).
Österlandet är en ö i Finland. Den ligger i Skärgårdshavet och nära Österskärs fjärden i kommundelen Korpo i kommunen Pargas i den ekonomiska regionen  Åboland i landskapet Egentliga Finland, i den sydvästra delen av landet. Ön ligger omkring 73 kilometer sydväst om Åbo och omkring 210 kilometer väster om Helsingfors.
Öns area är 3,2 hektar och dess största längd är 340 meter i nord-sydlig riktning. Ön höjer sig omkring 10 meter över havsytan.